# صوم بهائي
يُواظب أتباع الديانة البهائية على الصيام سنويًا لمدة تسعة عشر يومًا، من شروق الشمس حتى غروبها، خلال شهر "العلاء" البهائي. ويُعد هذا الصيام من أبرز الواجبات الدينية إلى جانب أداء الصلوات اليومية المفروضة. وتوجد استثناءات تُعفى من الصيام، مثل حالات الحمل أو المرض، والأشخاص الذين يعملون في وظائف شاقة، وكذلك المسافرين.، كما يُفرض الصيام فقط على من تتراوح أعمارهم بين الخامسة عشرة والسبعين عامًا.
تأسس صيام التسعة عشر يومًا على يد الباب، الذي يُعد شخصيةً محوريةً في الديانة البهائية. وأكد بهاءالله، مؤسس الدين، هذه الفريضة وشرحها في الكتاب الأقدس. ويهدف الصوم إلى الامتناع عن تلبية الرغبات الجسدية، وتجديد الحياة الروحية الداخلية، والتذكير بما عاناه الأنبياء من حرمان.
والصوم في البهائية هو الامتناع عن الأكل والشرب والألفاظ الرديئة وكل ما يتكدر به الإنسان، وكف النفس عن الرغبات والميول الدنيوية، من طلوع الشمس وحتى غروبها.
يعتبر الصيام في البهائية واجبٌ فرديً ومسؤوليةٌ روحانيةٌ للمرء، ولا يحق للمؤسسات البهائية أو لأي شخصٍ الإشراف على التقيّد بها وتنفيذها.
تأتي أيام الصيام التسعة عشر مباشرةً بعد "أيام الهاء"، وهي الأيام الأربعة أو الخمسة الإضافية في التقويم البهائي، والمخصصة للاستعداد لشهر ضبط النفس. وينتهي الصيام بحلول عيد النوروز، الذي يتزامن مع الاعتدال الربيعي في 20 أو 21 من شهر آذار، حسب السنة.
في عام 2025م، يبدأ الصيام عند غروب شمس يوم الجمعة 28 شباط، وينتهي عند غروب شمس يوم الأربعاء 19 آذار.

## التاريخ
أسس الباب، مؤسس البابية، التقويم البديع الذي يتكون من 19 شهرًا، كل شهرٍ منها 19 يومًا، وذلك في كتابه البيان الفارسي. وقد نصّ على أن الشهر الأخير سيكون مخصصًا لفترة الصيام. وأوضح الباب أن المعنى الحقيقي للصيام هو الامتناع عن كل شيءٍ عدا محبة الرسل من الله. كما أشار إلى أن استمرار العمل بفريضة الصيام مرتبطٌ بموافقة شخصيةٍ موعودةٍ، وهي "من يُظهِرُه الله".
لاحقًا، أكّد بهاءالله، مؤسس الديانة البهائية الذي أعلن أنه هو الشخصية التي بشّر بها الباب، بنصٍ صريحٍ في الكتاب الأقدس بفريضة الصيام، لكنه عدّل في كثير من تفاصيلها ونظمها.
يشترك صيام البهائيين في كثيرٍ من سماته مع ممارسات الصيام في العديد من الديانات الأخرى. فالصوم الكبير يُعد فترة صيامٍ لدى المسيحيين، ويوم الغفران وأعياد أخرى يمثلون مواسم صيام عند اليهود، بينما يمارس المسلمون الصيام خلال شهر رمضان.
ويشبه الصيام البهائي إلى حدٍ كبيرٍ صيام رمضان، مع اختلاف أن الصيام البهائي يرتبط بشهرٍ ثابتٍ في التقويم البهائي، بينما يعتمد الصيام الإسلامي على شهرٍ قمريٍ، مما يجعل تواريخه الميلادية تختلف من عامٍ إلى آخر.

## التعريف
وضع بهاءالله قواعد الصيام في كتابه الأقدس، الذي يتضمن أحكامه وتشريعاته. ويُفرض الصيام على البهائيين من شروق الشمس حتى غروبها خلال شهر العلاء البهائي، الذي يمتد عادةً بين 1 أو 2 آذار إلى 19 أو 20 آذار. ويشمل الصيام الامتناع التام عن الطعام والشراب.
ويُعد الصيام فريضةً فرديةً ملزمةً لكل بهائيٍ بلغ سن الخامسة عشرة وحتى السبعين، ولا يحق للمؤسسات الإدارية البهائية فرضه أو التدخل فيه. كما توجد إعفاءاتٌ من الصيام للحالات الخاصة مثل المرضى والمسافرين وغيرهم.
رغم أنه يُسمح للبهائيين بالصيام في أوقاتٍ أخرى من السنة، إلا أن ذلك غير مُشجّعٍ ونادر الحدوث. وقد أجاز بهاءالله نذور الصيام، وهي ممارسةٌ مأخوذةٌ من التقاليد الإسلامية، لكنه أوصى بأن تُوجَّه هذه النذور نحو أهدافٍ تعود بالنفع على البشرية.

## الطبيعة الروحية
إلى جانب الصلاة المفروضة، يُعد الصيام من أعظم الواجبات في الديانة البهائية، ويهدف إلى تقريب الإنسان من الله. وتعد فترة الصوم فترة التذكير بأهمية التضرع والتأمل والتقرب إلى الله، حيث يمتنع المرء عن الرغبات الجسمانية والنفسية ويسعى إلى توجيه حياته بطريقةٍ تعيد إحياء القوى الروحانية الداخلية له. وتهدف فترة الصوم إلى تنمية الصفات الروحانية وتزكية الفكر والروح.
وقد أوضح شوقي أفندي، الذي كان رئيس الديانة البهائية في النصف الأول من القرن العشرين، أن الصوم "هو في جوهره فترةٌ للتأمل والصلاة، واستراحةٌ روحيةٌ، ينبغي للمؤمن خلالها أن يسعى لإجراء التعديلات الضرورية في حياته الداخلية، وتجديد وتنشيط القوى الروحية الكامنة في روحه. ولذلك، فإن أهمية الصوم وهدفه روحيان بالأساس. إنه عملٌ رمزيٌ، وتذكيرٌ بالامتناع عن الرغبات الأنانية والجسدية".

## أحكام الصيام
توجد قوانين وممارسات مرتبطةٌ بالصيام لمدة تسعة عشر يومًا، وقد أسسها بهاءالله في كتابه الأقدس، الذي يتضمن قوانينه وتعاليمه.
- تبدأ فترة الصيام بعد انتهاء أيام الهاء، وتنتهي بعيد النوروز.[10]
- يتضمن الصيام الامتناع عن الطعام والشراب والتدخين من شروق الشمس إلى غروبها.[11]
- يُفرض الصيام على الرجل والمرأة عند بلوغ سن الخامسة عشرة.[10]
- إذا تناول الشخص الطعام أو الشراب أثناء الصيام بشكلٍ غير واعٍ، فإن ذلك لا يفسد الصوم، لأنه يُعتبر حادثًا.[2]
- في المناطق ذات خطوط العرض المرتفعة حيث يختلف طول الليل والنهار بشكلٍ كبيرٍ، يتم تحديد أوقات الصيام وفقًا للساعة.[10][2]
- لا يُشترط قضاء الأيام الفائتة من الصيام.[12]
- ولم يُذكر في التعاليم البهائية الامتناع عن العلاقات الجنسية أثناء فترة الصيام.[12]

على الرغم من أنه ليس قانونًا صريحًا، يُستحسن أن يمتنع المشاركون في الصيام عن استخدام اللغة البذيئة والثرثرة. يعتقد الإيمان البهائي أن النميمة تضرّ بجميع النفوس المعنية في جميع الأحوال.

### الاستثناءات من الصيام
ورد في كتاب الأقدس استثناءاتٍ مختلفةً من وجوب الصيام. ومع ذلك، يجوز لمن يستوفي الشروط المذكورة أن يصوم إذا شاء، باستثناء المرضى. وقد صرّح بهاءالله بأن "في حال المرض، لا يجوز أداء هذه الواجبات...". وقد نصح بيت العدل الأعظم البهائيين بأن يتخذوا قرار مراعاة أي إعفاءٍ منصوصٍ عليه بحكمة، مع الأخذ في الاعتبار أن هذه الإعفاءات وُضعت لسببٍ وجيهٍ.
وفيما يتعلق بمن يعملون في أعمالٍ شاقةٍ، ذكر بهاءالله: "إن من الأفضل والأكثر ملاءمةً أن نأكل باعتدالٍ وفي خصوصيةٍ".
الإعفاءات من الصيام تشمل:
- المرضى.
- من هم أصغر من 15 سنة أو أكبر من 70 سنة.
- الذين يعملون في أعمالٍ شاقةٍ.
- النساء الحوامل.
- النساء المرضعات.
- المرأة الحائض، حيث يُطلب منها بدلاً من الصيام أن تتوضأ وتقرأ الآية "سبحان الله ذي الطلعة والجمال والموهبة والإفضال" 95 مرةً في اليوم.[5]

يتم أيضًا منح إعفاءاتٍ للمسافرين أثناء الصيام، شريطة أن تكون الرحلة أطول من 9 ساعاتٍ (أو ساعتين إذا كان السفر سيرًا على الأقدام). إذا أفطر المسافر لأكثر من تسعة عشر يومًا، فإنه لا يصوم إلا الأيام الثلاثة الأولى عند عودته. بالإضافة إلى ذلك، إذا عاد المسافر إلى منزله، يجب عليه أن يبدأ الصيام على الفور.

## قراءات إضافية
- هيرمان، دوان ل. (1988). الصوم: الشمس وأقمارها – دليل بهائي . جورج رونالد، أكسفورد.(ردمك 0853982805)رقم ISBN 0853982805 . 121 صفحة
- Koppold-Liebscher DA، Klatte C، Demmrich S، Schwarz J، Kandil FI، Steckhan N، Ring R، Kessler CS، Jeitler M، Koller B، Ananthasubramaniam B، Eisenmann C، Mähler A، Boschmann M، Kramer A and Michalsen A (2021). تأثيرات الصيام الجاف أثناء النهار على الترطيب واستقلاب الجلوكوز والمرحلة اليومية: دراسة استطلاعية مستقبلية في المتطوعين البهائيين . الحدود في التغذية 8:662-310. دوى: 10.3389/fnut.2021.662310.
- تقرير هيئة الإذاعة البريطانية (بي بي سي) عن صيام التسعة عشر يومًا
- موقع بهائي أمريكي حول صيام التسعة عشر يومًا
- أهمية الصلاة والصيام الواجبين – مجموعة من المؤلفات البهائية، جمعها قسم الأبحاث في بيت العدل الأعظم
- أدعية بهائية للصيام